# Sinfonia n. 1 (Zwilich)
La Sinfonia n. 1 (Tre movimenti per orchestra)  (1982) è la prima sinfonia di Ellen Taaffe Zwilich. Eseguita per la prima volta il 5 maggio 1982 dall'American Composers Orchestra diretta da Gunther Schuller all'Alice Tully Hall a New York e commissionata dall'American Composers Orchestra e dal National Endowment for the Arts con il sostegno della Fondazione Guggenheim. Ellen Taaffe Zwilich è stata insignita l'anno successivo del Premio Pulitzer per la musica grazie a questa composizione, rendendola la prima compositrice donna a vincere il premio.
La tonalità su cui è costruita la sinfonia è la maggiore e utilizza una tecnica comune a molte composizioni di Zwilich, in cui gran parte dell'opera è elaborata a partire dal materiale iniziale, "la formazione di un'idea musicale che contiene i 'semi' del lavoro seguente" insieme alla variazione continua e, "principi più vecchi, come la ricorrenza melodica e di intonazione e aree di contrasto chiaramente definite."
Tutti e tre i movimenti sono costruiti su uno sviluppo continuo del materiale delle quindici battute di apertura, che iniziano "con un ' motto ': tre affermazioni di terza minore ascendente, segnate con un accelerando ". Ogni volta che questo "motto" appare nel primo movimento, si presenta un accelerando comportando un'evoluzione del carattere dell'opera fino all'Allegro.

## Discografia
- (8 dicembre 1992) Zwilich: Sinfonia n. 1, Prologue & Variations, Celebration for Orchestra . Orchestra Sinfonica di Indianapolis, John Nelson, direttore. New World Records: NW336-2.